# Râul Lupoaia, Motru
Râul Lupoaia este un curs de apă, afluent al râului Motru. 